# Slochteren (gemeente)

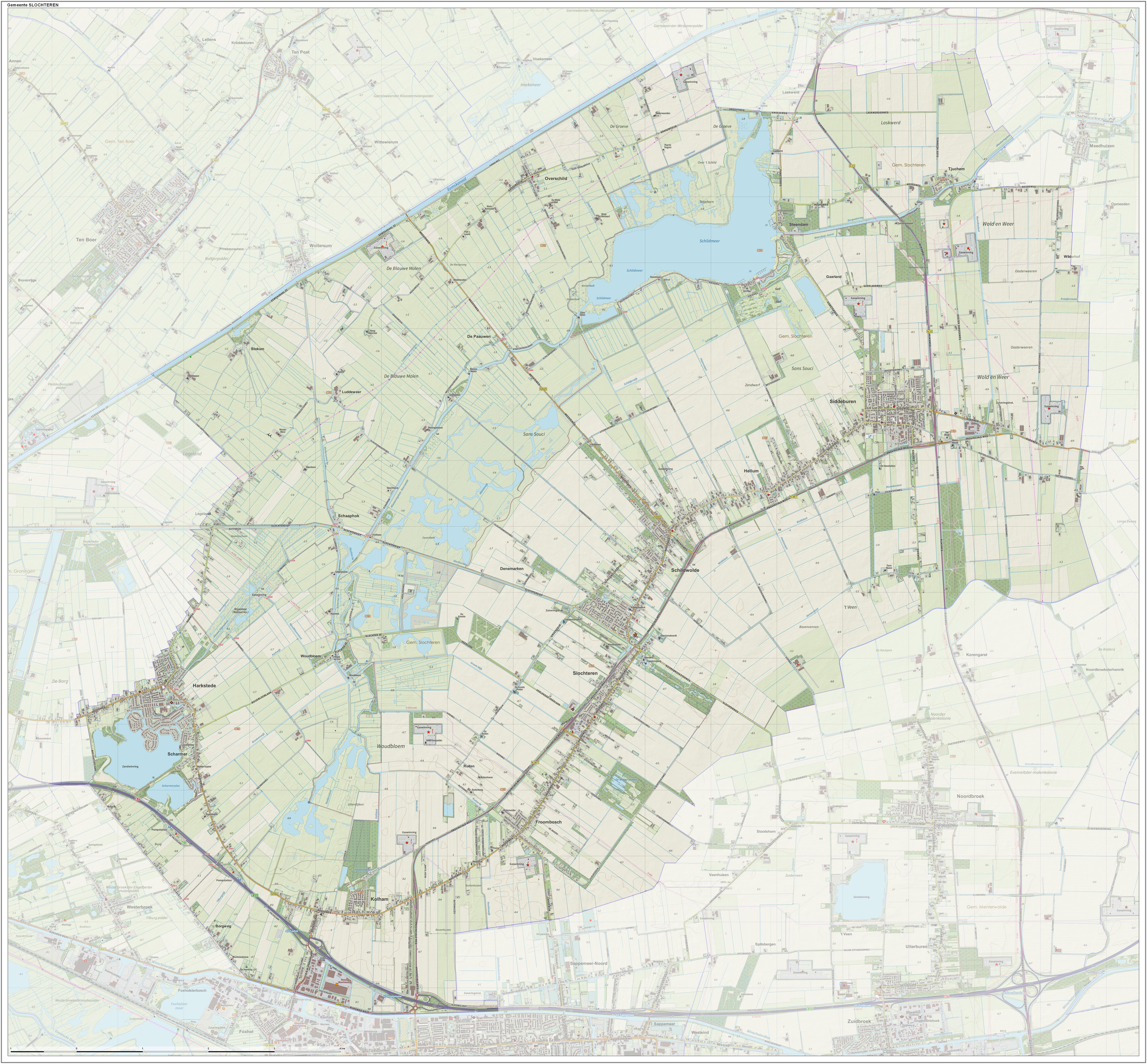
Topografische gemeentekaart van Slochteren, met gewijzigde gemeentegrens per 1-1-2017

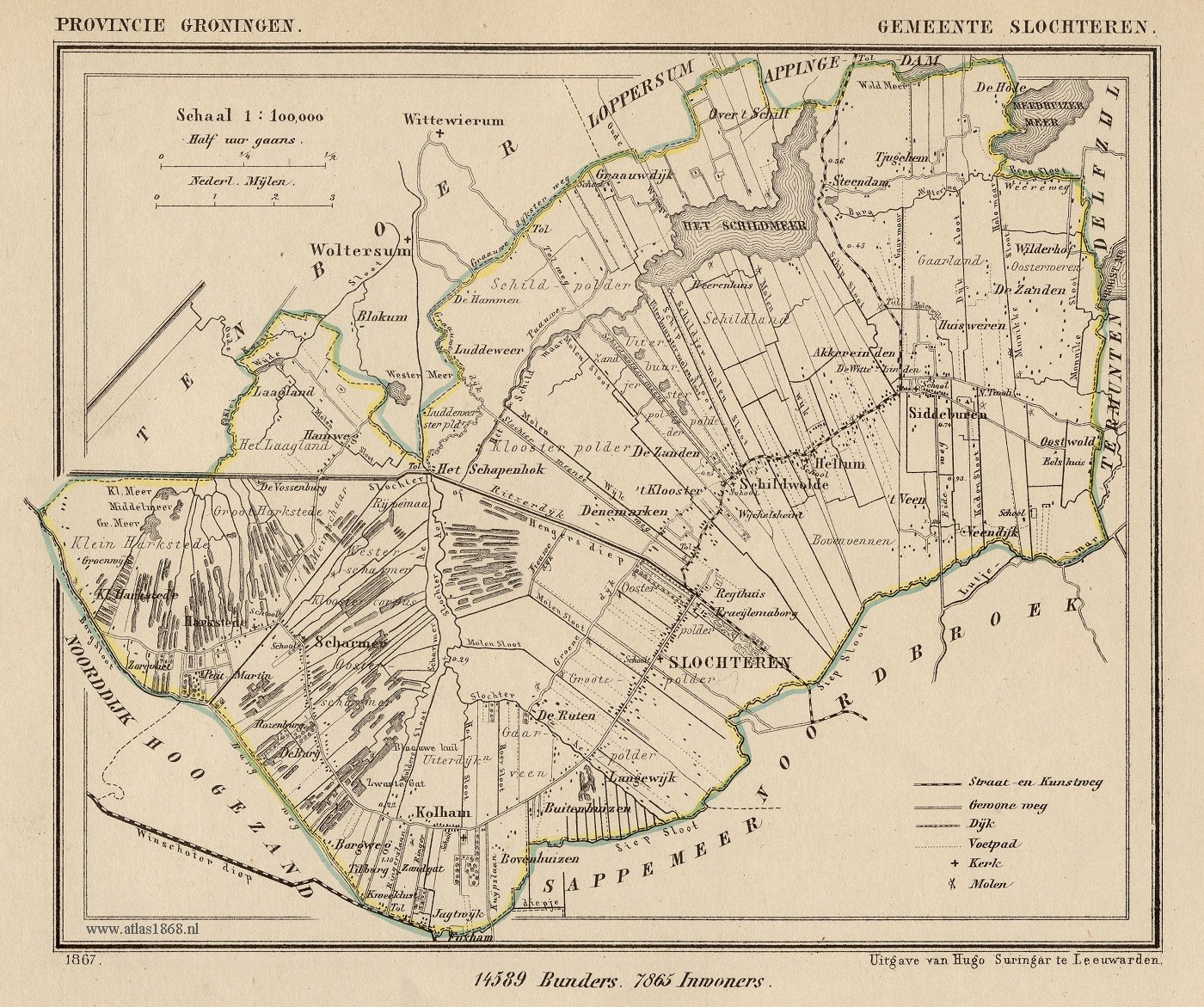
Gemeente Slochteren in 1867

Slochteren (uitspraakⓘ) (Gronings: Slochter) is een voormalige gemeente in Nederland, in de Noord-Nederlandse provincie Groningen. De hoofdplaats ervan was het gelijknamige dorp Slochteren. De gemeente viel grotendeels samen met de historische landstreek Duurswold. Per 1 januari 2018 ging de gemeente op in de nieuwe gemeente Midden-Groningen. De voormalige gemeente telde 15.621 inwoners per 1 januari 2013.

## Algemeen
De gemeente Slochteren besloeg een oppervlakte van 158,77 km² (waarvan 5,73 km² water) en omvatte
- de dorpen Froombosch, Harkstede, Hellum, Kolham, Luddeweer, Overschild, Schaaphok, Scharmer, Schildwolde, Siddeburen, Slochteren, Steendam, Tjuchem en Woudbloem;
- de buurten, buurtschappen en gehuchten Blokum, Denemarken, Gaarland, Heidenschap, Klein Harkstede, Lageland, Leentjer, Oostwold, De Paauwen, Ruiten, Veendijk, Wilderhof en De Zanden.

Na de verbreding van het Eemskanaal werden delen van de gemeentenTen Boer en Loppersum in 1963 bij Slochteren gevoegd. Dit betrof de buurtschappen Blokum, Graauwedijk, Heidenschap, Luddeweer en Overschild (deels). De buurtschap Foxham ging in 1943 naar Hoogezand over. De nieuwe buurt Meerstad ging vervolgens op 1 januari 2017 deel uitmaken van de gemeente Groningen. Klein Harkstede en Heidenschap zijn daarmee van de kaart verdwenen. 

## Geschiedenis
De gemeente Slochteren is ontstaan in 1808 als samenvoeging van alle dorpen van Duurswold. Drie jaar later, in 1811, werd de gemeente weer opgesplitst en verdeeld over drie nieuwe gemeenten: Harkstede, Slochteren en Siddeburen. Harkstede ging al in 1821 weer samen met Slochteren; Siddeburen volgde in 1826. Het centrum van de gemeente werd vanouds gevormd door het landgoed Fraeylemaborg, waarvan de bezitters dikwijls bestuursfuncties in de gemeente bekleedden.
In 1959 verkreeg Slochteren grote bekendheid door de vondst van aardgas in de bodem. De eerste vondst werd gedaan bij het nabijgelegen Kolham. De aardgasbel van Slochteren bleek zeer groot te zijn: 2.700 miljard m3 en is de belangrijkste voor de aardgaswinning in Nederland. Deze vormt de basis voor de positie van het land als belangrijke internationale aardgasleverancier. Op 31 december 2002 was de aangetoonde reserve nog ca. 1.500 miljard m³.
Het Schildmeer was in 2017 nog het enige grote meer in deze gemeente. De stadswijk Meerstad bij Harkstede, een nieuwe woonwijk rond een aan te leggen meer, zou volgens de oorspronkelijke plannen als een zelfstandig dorp ten dele op het grondgebied van Slochteren worden gebouwd. Vooruitlopend op de herindeling werd het per 1 januari 2017 bij de gemeente Groningen gevoegd.
Op 1 januari 2018 ging de gemeente Slochteren samen met de gemeenten Hoogezand-Sappemeer en Menterwolde op in de nieuw gevormde gemeente Midden-Groningen.

## Politiek
De gemeenteraad van Slochteren bestond in 2017 uit 17 zetels. Hieronder staat de samenstelling van de raad van 1998 tot 2018:
| Gemeenteraadszetels | Gemeenteraadszetels | Gemeenteraadszetels | Gemeenteraadszetels | Gemeenteraadszetels | Gemeenteraadszetels |
| Partij              | 1998                | 2002                | 2006                | 2010                | 2014                |
| ------------------- | ------------------- | ------------------- | ------------------- | ------------------- | ------------------- |
| PvdA                | 4                   | 3                   | 5                   | 4                   | 3                   |
| VVD                 | 3                   | 3                   | 2                   | 3                   | 2                   |
| ChristenUnie        | 2                   | 2                   | 2                   | 3                   | 3                   |
| CDA                 | 3                   | 2                   | 2                   | 2                   | 2                   |
| Gemeentebelangen    | 1                   | 3                   | 3                   | 3                   | 4                   |
| GroenLinks-D66      | -                   | -                   | 1                   | 2                   | 3                   |
| GroenLinks          | 1                   | 1                   | -                   | -                   | -                   |
| D66                 | 1                   | 1                   | -                   | -                   | -                   |
| Totaal              | 15                  | 15                  | 15                  | 17                  | 17                  |

Het college van burgemeester en wethouders werd in de periode 2014-2018 gevormd door GroenLinks-D66, Gemeentebelangen en ChristenUnie.